# Symphalangus syndactylus
Il siamango (Symphalangus syndactylus (Raffles, 1821)) è un gibbone arboricolo dal pelo nero originario delle foreste dell'Indonesia, della Malesia e della Thailandia. Si tratta della più grande specie di gibbone esistente, raggiungendo il doppio delle dimensioni degli altri gibboni, con un'altezza di 1 m, per un peso massimo di 14 kg. Il siamango è l'unica specie del genere Symphalangus.
Il siamango è distinguibile dalle altre specie di gibbone per due caratteristiche principali: primo, due dita su ciascun piede, in quanto il secondo e il terzo dito sono parzialmente unite da una membrana (sindattilia). Secondo, una grande sacca golare (sacca sotto la gola), presente sia nei maschi che nelle femmine della specie, in grado di gonfiarsi fino a raggiungere le dimensioni della testa stessa, permettendogli di emettere suoni o canti acuti e risonanti.
Potrebbero esistere due sottospecie di siamango. Se così fosse, sarebbero il siamango di Sumatra (S. s. syndactylus) ed il siamango malese (S. s. continentis, della Malaysia peninsulare). In caso contrario, gli individui malesi potrebbero essere solo una popolazione separata. Il siamango è l'unica specie simpatrica con altre due specie di gibboni, il gibbone agile e il gibbone dalla mani bianche, in tutto il suo areale e nell'areale delle due specie.
Il siamango può vivere fino a circa 40 anni in cattività. Sebbene il commercio illegale di animali domestici abbia un impatto sulle popolazioni selvatiche, la principale minaccia per il siamango è la perdita dell'habitat sia in Indonesia che in Malesia. L'industria della produzione di olio di palma sta ripulendo vaste aree di foresta, riducendo l'habitat del siamango, insieme a quello di altre specie, come la tigre di Sumatra.

## Etimologia
Il nome specifico syndactylus è dal greco antico σύν?, sýn, "insieme" e δάκτυλος, dáktylos=, "dito".

## Descrizione

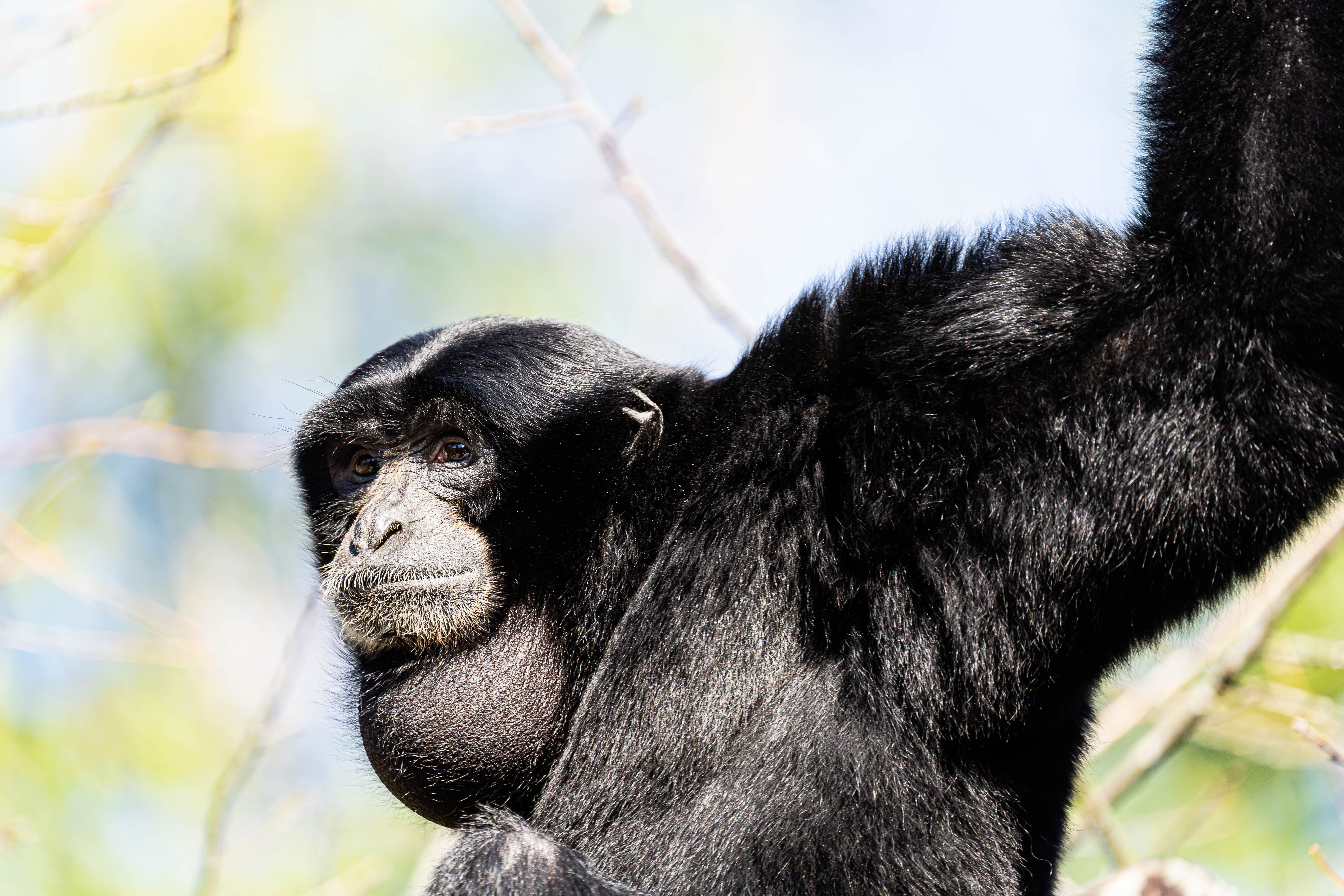
Primo piano del volto di un adulto

Il siamango è la più grande specie di gibbone esistente. L'altezza media di un siamango è di 90 cm, mentre l'esemplare più grande misurato era alto ben 1,50 m. L'apertura delle braccia, misurata dalla punta di un indice all'altro, è di circa 2 m, mentre il peso dell'animale varia dai 6 fino a 10 kg. La pelliccia è folta ed arruffata, di colore nero, la più scura di qualsiasi altro gibbone. Il volto è perlopiù glabro, fatta eccezione per un paio di baffetti sottili. Hanno una fronte bassa, occhi molto incavati, naso largo e piatto con grandi narici laterali, guance infossate, mento sfuggente, bocca di notevole capacità di apertura, una sacca golare di grandi dimensioni, priva di pelo.

## Biologia

### Canto

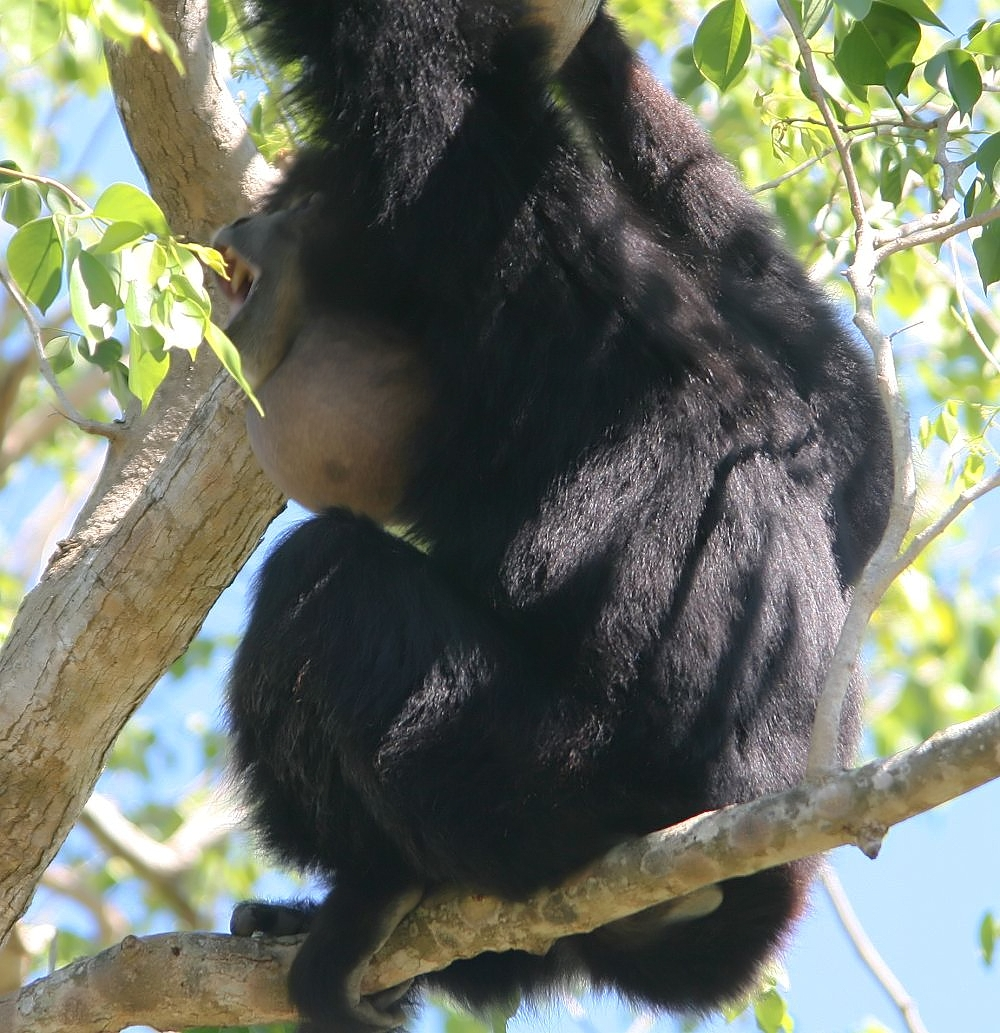
Un siamang mentre emette il suo caratteristico richiamo, con la sacca golare estesa

Il siamango inizia la sua giornata emettendo i suoi caratteristici richiami la mattina presto; il suo canto può essere udito anche dopo mezzogiorno ma è più raro, mentre è possibile udirlo più facilmente dalle 9:00 alle 10:00. La maggior parte dei richiami emessi dal siamango sono diretti ad altri siamanghi esterni al proprio gruppo. Ciò significa che questi richiami sono una risposta ai disordini e per difendere il proprio territorio. I richiami in tarda mattinata avvengono in genere quando un gruppo di siamanghi ne incontra un altro. Il limite del raggio d'azione del canto del siamango, che può sovrapporsi ad un altro, è spesso il luogo in cui viene effettuato il richiamo. I richiami di risposta si verificano occasionalmente vicino al confine o nell'area di sovrapposizione. Mentre emettono questi richiami, il gruppo scuote i rami, oscilla e muove le chiome degli alberi accompagnando il canto. Si pensa che questo comportamento sia usato per far vedere all'altro gruppo dove si trovano.
I siamanghi preferiscono lanciare i loro potenti richiami sulle cime degli alberi più alti, dove è possibile avvistare gli altri gruppi. Inoltre gli alberi più alti e sani sono perfetti per sopportare lo scuotere dei rami che accompagna il canto degli animali. Gli alberi scelti per questo compito sono solitamente vicini ad alberi da frutto, o gli stessi alberi da frutto, di cui i siamanghi si nutrono.
Le coppie di siamanghi producono richiami rumorosi e ben strutturati, che vengono indicati come duetti. Questi richiami funzionano per annunciare la presenza e lo stato di una coppia. Le coppie appena formate passano più tempo a cantare di una coppia consolidata. Annunciare la presenza di un così forte legame è vantaggioso nella difesa del territorio. Il duetto dei siamanghi differisce dalle altre specie perché ha una struttura vocale particolarmente complessa. Sono state documentate quattro classi distinte di vocalizzazioni: un boom, latrati, urla ululanti e urla bitonali. Le femmine producono tipicamente lunghi latrati mentre i maschi generalmente producono urla bitonali, ma entrambi i sessi sono in grado di emettere tutte e quattro le classi di vocalizzazioni.

### Dieta
Il siamango si nutre principalmente di varie parti delle piante. La presunta sottospecie di Sumatra è più frugivora del suo parente malese, e la sua dieta è costituita per il 60% da frutta. Il siamango si nutre di almeno 160 specie di piante, dalle viti alle piante legnose, ed il suo cibo preferito sono i fichi (Ficus spp.). Generalmente prediligono i frutti più maturi e le foglie più giovani. La loro dieta comprende anche fiori e piccoli animali, principalmente insetti. Quando i siamanghi mangiano grandi fiori, si nutrono principalmente della corolla (petali), mentre i fiori più piccoli vengono mangiati interi. Quando mangia frutti con semi grandi e duri o dai bordi taglienti, il siamango sbuccia la polpa del frutto e butta via il seme. Sebbene la sua dieta consista prevalentemente di frutta, il siamango è la specie più folivora di tutti i membri di Hylobatidae. Poiché è anche il più grande gibbone, si è ben adattato alla dieta dei grandi primati, che tendono per l'appunto ad una dieta più erbivora e/o folivora.

### Riproduzione e popolazione

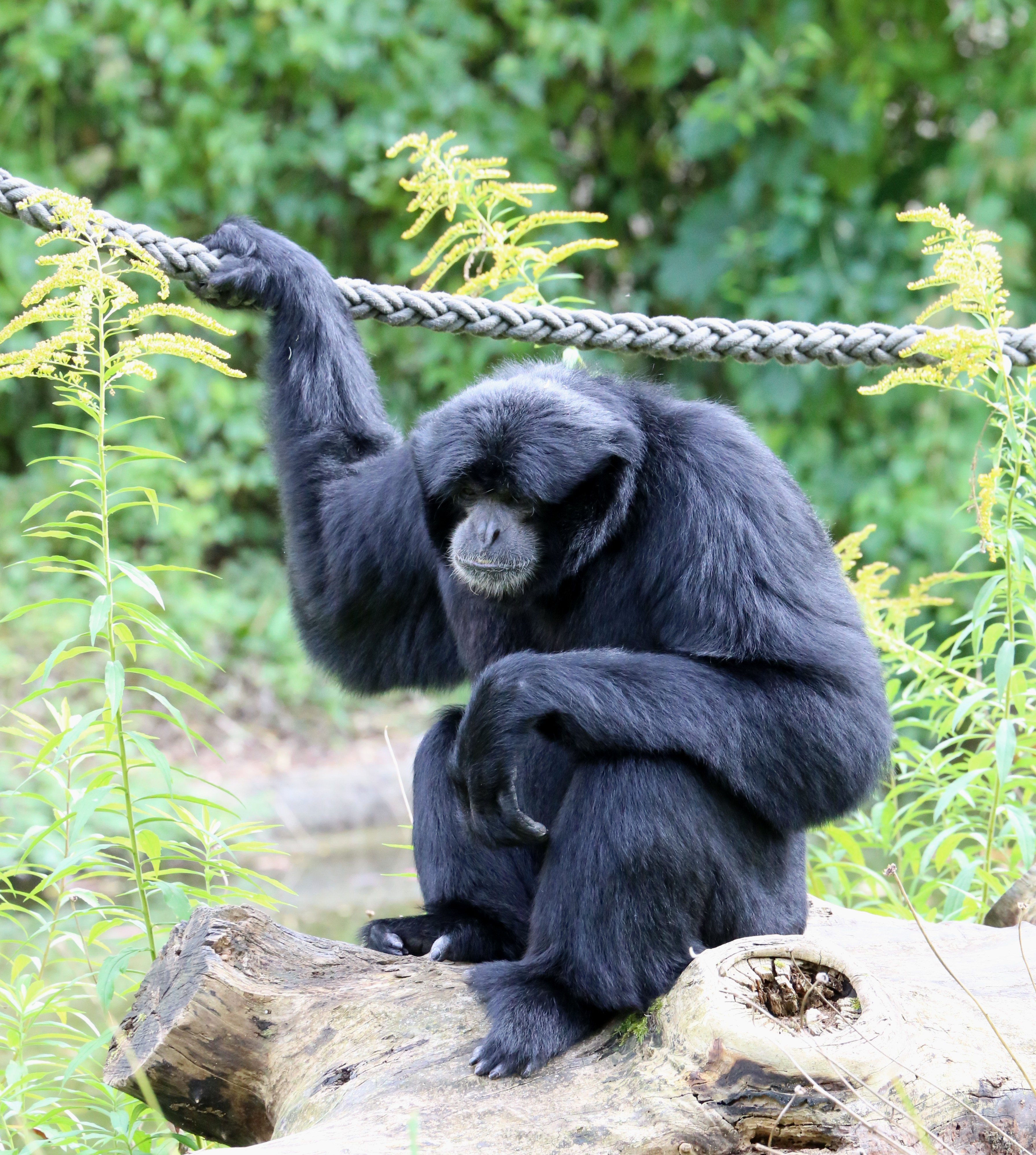
Un esemplare, allo zoo di Hellabrunn

Un gruppo di siamanghi è normalmente costituito da un maschio adulto dominante, una femmina adulta dominante, la loro prole, neonati e talvolta un subadulto. Il subadulto di solito lascia il gruppo dopo aver raggiunto i 6-8 anni; le femmine subadulte tendono a lasciare il gruppo prima dei maschi. Il periodo di gestazione dei siamanghi è compreso tra i 6,2 e 7,9 mesi; dopo il parto, la madre si prende cura del cucciolo per il primo anno di vita. I maschi di siamango dimostrano molte più cure parentali rispetto agli altri membri della famiglia Hylobatidae, assumendo un ruolo importante nel trasportare il cucciolo dopo che questi ha circa 8 mesi. Durante questo periodo il cucciolo, tipicamente, ritorna dalla madre per dormire ed allattare. Il bambino inizia a muoversi indipendentemente dai suoi genitori entro il terzo anno di vita.
I siamanghi sono noti per creare coppie monogame, che tendono a trascorrere più tempo in stretta vicinanza l'una all'altra, rispetto ad altre specie di gibboni. Entrambi gruppi monogami e poliandri, tuttavia, sono stati osservati nel sud di Sumatra. Nello studio di queste popolazioni, è stato riscontrato che i neonati appartenenti a gruppi monogami ricevono più cure parentali maschili complessive rispetto ai neonati nei gruppi poliandri. Questa riduzione delle cure è molto probabilmente dovuta alla ridotta certezza di paternità in questi gruppi.
Il disturbo dell'habitat influenza notevolmente la composizione del gruppo dei siamanghi; la struttura varia per età-sesso tra le foreste intatte e le foreste bruciate e ricresciute. Le popolazioni che abitano le foreste bruciate e ricresciute contengono più adulti e subadulti rispetto alle popolazioni delle foreste intatte, che hanno più neonati, giovani e subadulti. I tassi di sopravvivenza infantile nei gruppi delle foreste bruciate e ricresciute sono inferiori rispetto ai gruppi delle foreste intatte. Il numero di individui in quest'ultimi è maggiore rispetto ai primi. I siamanghi delle foreste disturbate vivono in piccoli gruppi e hanno una densità inferiore a quelli delle foreste intatte a causa della mancanza di risorse alimentari e alberi per sopravvivere.
Negli anni '80, la popolazione indonesiana di siamanghi in natura era stimata a 360000 individui. Oggi questi dati sembrano essere piuttosto sopravvalutati: ad esempio, il Parco nazionale di Bukit Barisan Selatan è la terza area protetta più grande (3568 km²) di Sumatra, di cui solo circa 2570 km² rimangono sotto la copertura forestale abitata da 22390 siamanghi (censimenti del 2002). A Sumatra, il siamango predilige le foreste di pianura tra 500 e 1000 m s.l.m.

### Comportamento
Il siamango tende a riposare per oltre il 50% del suo periodo di veglia (dall'alba al tramonto), seguito dal pasto, spostamenti, foraggiamento e attività sociali. Questi periodi di riposo si svolgono solitamente nel mezzogiorno, prendendosi tempo per socializzare con gli altri membri del gruppo. Durante il riposo, di solito utilizza un grande ramo di un albero, sdraiandosi sulla schiena o sullo stomaco. I comportamenti alimentari, come il foraggiamento ed il movimento di albero in albero avvengono al mattino e dopo il periodo di riposo. Il grooming è una delle interazioni sociali più importanti tra i membri della famiglia. Gli adulti lo effettuano tra di loro solitamente la mattina presto all'inizio della giornata, mentre i giovani ricevono il grooming dagli adulti nel corso della giornata. I maschi adulti sono i più coinvolti in questa attività.

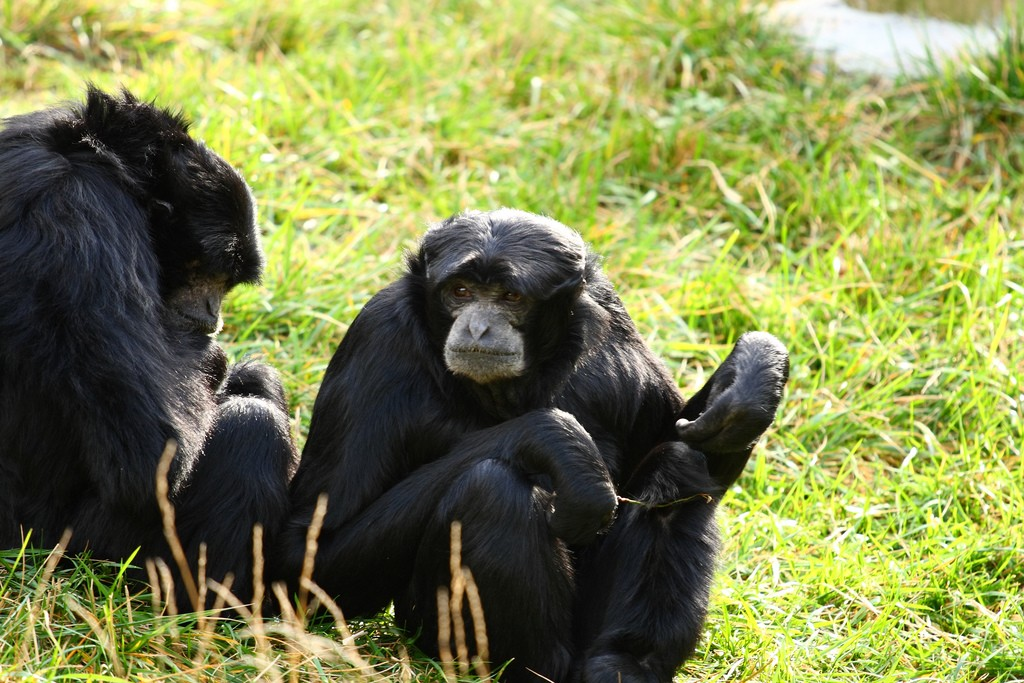
Un gruppo di siamanghi a riposo: i siamanghi riposano fino al 50% delle loro ore di veglia

Durante la stagione secca, gli spostamenti giornalieri dei siamanghi sono maggiori rispetto alla stagione delle piogge. I siamanghi nel sud di Sumatra si spostano in cerca di cibo di meno rispetto ai siamanghi di altri luoghi poiché si nutrono maggiormente di frutta, consumando quindi più sostanze nutritive, il che si traduce in meno tempo necessario per cercare cibo. A volte, i siamanghi trascorrono tutto il giorno su di un solo grande albero da frutto, spostandosi solo quando vogliono riposare per poi tornare di nuovo sugli alberi da frutto, per nutrirsi.
I siamanghi sono una specie molto socievole e mostrano una varietà di gesti tattili e visivi, insieme ad azioni ed espressioni facciali per comunicare e aumentare i legami sociali all'interno del loro gruppo familiare. Sono anche territoriali e interagiscono con altri gruppi familiari emettendo richiami ad alta voce per far sapere agli altri gruppi dove si trova il loro territorio. I richiami possono essere asincroni, nel caso in cui non siano dirette ad un particolare gruppo vicino, oppure i richiami di un gruppo simultanei possono aver luogo attraverso il confine del territorio. Inoltre, i maschi talvolta si rincorrono attraverso il confine per scacciare eventuali invasori dal proprio territorio.
È stato riscontrato che la frequenza del grooming tra maschi e femmine è correlata alla frequenza di copulazione, nonché a periodi di aggressività. Le coppie si accoppiano per quattro o cinque mesi a intervalli di due o tre anni. Il picco della loro attività riproduttiva è spesso durante il periodo in cui i frutti sono più abbondanti. La copulazione dorsoventrale è il tipo di copulazione più comune nei siamanghi, dove la femmina è accovacciata ed il maschio è appeso per le braccia e afferra la femmina con le gambe, mentre la copulazione ventrale, dove entrambi i primati sono sospesi, si verifica in media solo una volta su 60.

### Dispersione dei semi
Essendo un animale frugivoro, il siamango disperde i semi dei frutti di cui si nutre attraverso la defecazione mentre si muove attraverso il suo territorio. Il siamango può trasportare i semi e defecarli in un raggio di oltre 300 m, con la distanza più breve registrata di 47,6 m, dal punto in cui hanno ingerito i semi. Questo comportamento supporta la rigenerazione e la crescita della foresta.

## Tassonomia
Il siamango potrebbe avere due sottospecie: 
- S. s. syndactylus - Siamango di Sumatra
- S. s. continentisi - Siamango malese

La distinzione tra queste due popolazione si basa su alcuni comportamenti presenti nella presunta sottospecie di Sumatra, ma assenti nelle sottospecie malese. In caso contrario, gli individui malesi potrebbero essere solo una popolazione separata.

## Distribuzione e habitat
Il siamango abita le ultime zone forestali dell'isola di Sumatra e della penisola malese, ed è ampiamente distribuito dalle foresta di pianura alle foreste montane, fino alle foreste pluviali, e può essere trovato ad altitudini fino a 3800 m s.l.m. Il siamango vive in gruppi di un massimo di sei individui (quattro individui in media) in un territorio medio di 23 ha. I loro spostamenti giornalieri sono sostanzialmente più piccoli di quelli delle specie simpatriche di Hylobates, spesso inferiori a 1 km. Il canto melodioso del siamango rompe il silenzio della foresta al mattino presto, appena dopo i richiami dei gibboni agili o dei gibboni dalle mani bianche. I siamanghi di Sumatra e della penisola malese hanno un aspetto simile, ma le due popolazioni differiscono per alcuni comportamenti, il che ha portato alcuni studiosi a credere che queste due popolazioni possano essere due distinte sottospecie.

## Conservazione
Il siamango, in quanto primate arboricolo, dipende assolutamente dalla foresta per sopravvivere, per questo sta subendo un drastico calo della popolazione a causa della perdita dell'habitat, il bracconaggio e la caccia. La specie è stata valutata come in Pericolo nella Lista Rossa IUCN.

### Perdita dell'habitat

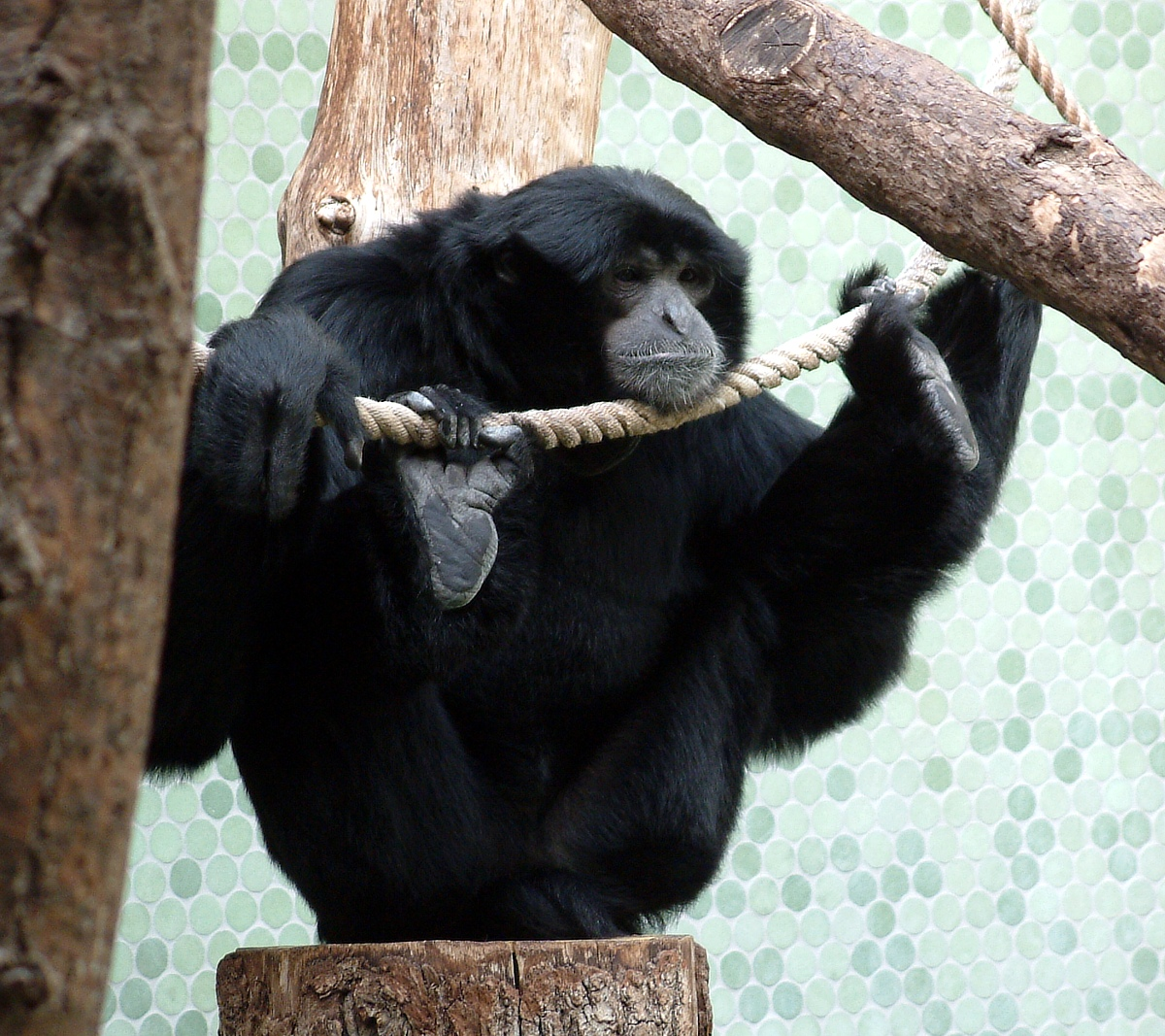
Un siamango, al Tierpark Hellabrunn, Germania

Una delle principali minacce per il siamango è la perdita dell'habitat dovuta all'espandersi delle piantagioni, gli incendi boschivi, il disboscamento illegale, e l'invasione e lo sviluppo umano. In primo luogo, le piantagioni di olio di palma, negli ultimi quattro decenni, hanno rimosso ampie aree di foresta in cui vivevano i siamanghi. Dal 2002, sono stati piantati circa 107000 km² di palme da olio, che ha sostituito gran parte della foresta pluviale in Indonesia e Malesia. In secondo luogo, in questi ultimi due decenni, gli incendi boschivi hanno distrutto più di 20000 km² della foresta pluviale di Sumatra, principalmente nelle zone di pianura dove vive la maggior parte della popolazione dei siamanghi. Inoltre, il tasso di disboscamento illegale in Indonesia è aumentato dal 1980 al 1995, e anche più rapidamente dopo l'era della riforma iniziata nel 1998. Queste attività illegali hanno devastato la restante foresta pluviale tropicale, specialmente a Sumatra. L'invasione e lo sviluppo umano ha trasformano le terre una volta occupata dalla foresta in terra coltivata; per esempio, l'aumento del prezzo del caffè nel 1998 ha incoraggiato la gente di Sumatra a distruggere la foresta per far posto alle piantagioni di caffè. Lo sviluppo e la crescita delle attività umane sull'isola ha portato alla creazione di infrastrutture, come le strade, che ora dividono le aree protette e causando la frammentazione e la dispersione delle popolazioni selvatiche.

### Bracconaggio e caccia
A differenza di altre parti dell'Asia, in Indonesia i primati non vengono cacciati per la loro carne. Tuttavia, vengono cacciati per il commercio illegale di animali esotici domestici, e nel caso dei siamanghi i bracconieri prediligono i neonati, uccidendo nel processo le madri, che sono altamente protettive nei confronti dei loro cuccioli, e togliere un cucciolo ad una madre senza ucciderla è altamente difficile. La maggior parte dei siamanghi sul mercato nero sono neonati, che spesso muoiono durante il trasporto.

### Conservazione
È noto che le rimanenti popolazioni dei siamanghi si trova in almeno 10 aree protette: il Parco nazionale di Kerinci Seblat, il Parco nazionale Bukit Barisan Selatan, il Parco nazionale di Gunung Leuser, il Parco nazionale di Way Kambas e la Riserva di West Langkat in Indonesia, la Riserva di Fraser's Hill, la Riserva forestale di Gunong Besout, la Riserva faunistica di Krau e Ulu Gombak Wildlife Reserve in Malaysia e la Hala Bala Wildlife Sanctuary in Thailandia.